# Компартмент синдром
Компартмент синдром, синдром мишићних одељака (КС) је реперфузијски поремећај изазван исхемијским отоком мишића, затворених у густом фасцијалном омотачу (најчешће код подлактице, потколенице и бутине). Као последица отока расте субфасцијални (интракомпартментски) притисак, што доводи до нарушавања микроциркулације у мишићима и пораста исхемијског отока који напредује до гангрене на удовима. Иреверзибилна неуромускуларна оштећења настају после 12 часова од почетка клиничких манифестација компартмент синдрома. Зато су брза и права дијагноза компартмент синдрома и декомпресија путем фасциотомије од одлучујућег значаја за успостављање нормалне циркулације и спашавања угроженог екстремитета од некрозе и ампутације. Као последица компартмент синдрома настаје Волкманова исхемијска контрактура.

## Историја
Оригинални опис непроверених последица растућег интракомпартментног притиска највише се приписује Ричарду фон Волкману. У његовом раду објављеном 1872. описана је повреде нерава, а касније и контрактура у одељак синдрому након супракондиларног прелома. Та повреда постала је касније познат и као Волкманова контрактура.
Први случај компартмент синдрома описао је 1912. Вилсон, официр, медицинар из експедиције која је освојила северни пол. У свом дневнику он је синдром овако описао:

... Моја лева нога је јако болна читав дан. Моје скије сам дао Бирдију, а ја сам шепао уз саонице. Читав тибијалис антериор је отечен, тврд и пун тендосиновитиса. Кожа је црвена и едематозна над голењачом ....
Међу првима Мурфи 1914. године описује да су хеморагија и едем у мишићима који су окружени фасцијом узроци исхемије и некрозе мишића са повишеним хидростатичким притиском, консекутивно у зависности од дужине трајања узрока.
У 1941, енгл. Eric Bywaters и Desmond Beall код повређених са знацима краш синдромома, током бомбардовања Лондона у Другом светском рату, на обдукцији, након њихове смрти, открили су промене у бубрежним каналима изазване миоглобинуријом као последицом компартмент синдрома. Међутим, у то време однос између масивних повреда мишића и акутне бубрежне инсуфицијенције није био познат лекарима.
Мавор, је 1956, први пријавио случај хроничног компартмент синдрома. Од тада, у литератури, следи безброј прика разни случајева компартмент синдрома, као и њихова могућа патофизиологија и облик лечења.
Током 1970-их, утврђана је важност мерења интракомпартментског притиска у постављању његове дијагнозе.

## Облици
Компартмент синдром се може јавити у два облика као:
Миофасцијални (или локални хипертензивни исхемијски синдром).
Овај облик компартмент синдрома, који примарно настаје у екстремитетима, карактерише се смањењеном перфузијом (циркулацијом) у мишићима, субфасцијалним едемом, исхемијом, некрозом и развојем исхемијске контрактуре.
Абдоминални, (енгл. abdominal compartment syndrome (ACS) ) или трбушни облик компартмент синдрома.
Иако је познато да се компартмент синдром најчешће јавља у екстремитетима, она се може јавити и у трбуху (абдомену), а неки верују, и у интракранијалној дупљи. Овај облик компартмент синдрома карактерише се увећањем интраабдоминалног притиска (ИАП) (интраабдоминална хипертензија - енгл. intra-abdominal hypertension (IAH)), у трбушној (абдоминалној) дупљи.
Поуздани подаци о етиологији абдоминалног компартмент синдрома нису познати, мада се као могући узроци наводе сепса и тешка абдоминалне трауме. Повећање притиска у трбушној дупљи (интраабдоминална хипертензија) смањује доток крви у трбушне органе и нарушава плућне, кардиоваскуларне, бубрежне и желудачно-цревне функције, изазивајући више синдрома дисфункције захваћених органа и у коначном исходу смрт.
Абдоминални компартмент синдром је клинички први пут описан у 19. веку када су Мареј и Берт приметили његову повезаност са поремећајем дисајних функција. У раном 20. веку, Емерсон је у експериментима на животињама доказао повезаност морталитета са абдоминалним компартмент синдромом. У почетку, се мислило да је кардиореспираторни несклад могући узрок синдрома. Нешто касније као могући узрог трбушног компартмент синдрома Венд, а касније и Торингтон и Шмид наводе бубрежну инсуфицијенцију. Недавно су Крон и Иберти развили једноставан начин прецизног мерења интраабдоминалног притисака, што је довело до бољег разумевања односа између интраамбдоминалне хипертензије (енгл. intra-abdominal hypertension (IAH)) и абдоминалног (трбушног) компартмент синдрома (енгл. abdominal compartment syndrome (ACS)).

## Етиологија
Узроци повећаног подфасцијалног притиска могу бити:
- Пост-трауматски хематом, ишчашења и прелом костију
- Положајна компресија
- Након обављене фиксације поломљених костију[13]
- Синдром закаснеле реваскуларизације
- Реперфузиона повреда у неуспешним или успешним реконструктивним операцијама крвних судова.
- Упала са отоком
- Експанзија тумора
- Употреба повеске екстремитета може преоперативно и постоперативно довести до отицање или укоченост мишића у зони операције, чак и ако се не прекораче препоручене границе времена или притиска.[14]

## Патофизиологија
Мишићи у нашим удовима су подељени у секције или одељке различитих група мишића које су ограничене јаким и релативно непопустљивим мембранама влакнастих ткива (дубока фасција), које су причвршћене за кости. У сваком одељку налазе се крвни судови и нервни завршеци.
Компартмент синдром настаје када притисак у том затвореном простору расте до тачке где се омета снабдевање крвљу на структурама. Каскада следи повреде, са прекидом на метаболичке процесе ћелија мишића, смрти и цурење течности из капилара, што додатно повећава притисак.
Појава овог синдрома је повезана са порастом притиска у затвореном простору одељака односно међућелијском простору мускулатуре. Едем мишића који може настати услед тешке локалне трауме (прелом костију, повреда мишића...) или је повезана са оптерећењем или понављаним микротраумама повезаним са физичком активношћу, проузрокује пораст притиска који постаје све већи (ако се адекватном терапијом брзо не реагује), од притиска капиларне перфузије. Дакле, према етиологији настанка, компартмент синдром може бити акутни или хронични.
Перфузије ткива је пропорционална разлици између притиска капиларне перфузије (енгл. capillary perfusion pressure (CPP) и интерстицијског притиска течности, који се може приказати у следећој формули:
У формули изнад;
- LBF — (енгл. local blood flow) је локални проток крви,
- PA — је локална артеријски притисак,
- PV — је венски притисак, и
- R— је локални васкуларни отпор.

Нормална метаболизам миоцита захтева притисак кисеоника од 5 до 7 mmHg, који се лако може остварити са (CPP) од 25 mmHg и транзитивним ткивним притиском од 4-6 mmHg
Када течност доспева у ограничени простор мишићног одељка увећава се његова запремина и расте притисак у ткивима и венама. Када интерстицијални притисак прелази (CPP)(сужен артериовенски [АВ] перфузијски градијент), настаје колапс капилара а у мишићима и ткивима јавља се исхемија. Скелетних мишићи реагује на исхемију ослобађањем хистаминских супстанци које повећавају пропустљивост крвних судова. Плазма све више излази из капилара. У капиларима се смањењује количина циркулишуће крви што још више погоршава исхемију.  
У миоцитима као последица горенаведених процеса започиње разградња протеина миофибрила до осмотски активне честица које привлаче воду из артеријске крви.
Процењује се да један милиосмол (мОсм) врши притисак од 19,5 ммХг, што је релативно мали пораст притиска у осмотски активним честица у затвореном простору, али је он довољан да привлуче довољно течности која може изазвати даљи раст интрамускуларног притиска. Када се проток крви у ткивима додатно умањи мишићном исхемијом и касније едемом ћелија стање се још више погоршава. Овај зачарани круг погоршања ткивне перфузије наставља даље пропагирање. Уколико унутрашњи притисак мишићног снопа пређе 80 mmHg, потпуно се зауставља капиларна перфузија због компресије крвних судова или долази до потпуног колапса капилара, што има за последицу потпуни застој циркулације у тој зони, која последично доводи до некрозе мишића и оштећења нерава периферног нервног система све до појаве гангрене екстремитета.
| Степен тежине | Симптоми |
| ------------- | --- |
| Блажи         | - дистални сегмент уда топао на додир, - пулс великих артерија уда очуван. - компартментски притиска од 30 до 40 mmHg, и нижи је од дијастолног притиска                                                      |
| Средњи        | - температура коже захваћеног екстремитета нижа од здравог - постоји хипостезија или анестезија прстију захваћеног уда. - пулс великих артерија слаб - компартментски притисак једнак је дијастолном притиску |
| Тежак         | - пулс великих артерија је одсутан - аннестезија у прстима. - компартментски притисак је изнад нивоа дијастолног притиска                                                                                     |

## Клиничка слика
Клиничке манифестације, типичне за пораст субфасцијалног (интракомпартментског) притиска, познате су као 5 „Пс“-синдром - (енгл. -5 "Ps"- syndrome).
| 5 „Ps“ | Знаци                             | Манифестације |
| ------ | --------------------------------- | --- |
| 1.     | Бол у удовима                     | • Бол је изузетно јак • Бол је слабо локализован • Бол је прогредијентан или константан • Бол се појачава при истезању мишића (савијање прстију) • Парестезија и анестезија у стопалу први су знаци КС |
| 2.     | Бледило                           | • Бледило koje је праћено отеченом и сјајном кожом |
| 3.     | Укоченост или парестезије прстију | • У виду убода иглама |
| 4.     | Парализа                          | • Немогућности кретања прстију, као последица оштећења живаца и тврдоћа мишића |
| 5.     | Присуство пулса у удовима         | • Изузев ако у „нападнутом“ одељку постоји оштећење артерије |

### Акутни компартмент синдром
Акутни компартмент синдром обично настаје као последица трауме. Пажљиво узета анамнеза може открити болове који су и раније постојали, али им пацијент није придавао значај. Главна клиничка тегоба је бол у пределу најдебљег дела мишића односно његовог трбуха, затим ригидност и тврдоћа мишића предње и парезе. Обично је то место напето и тврдо. Кожа је збрисаног рељефа. Могу бити захваћени сви мишићи захваћене ложе али су то најчешће појединачни мишићи. Патолошко морфолошки промене код овог синдрома су идентичне у свим регионима.
Иреверзибилна неуромускуларна оштећења код акутног компартмент синдрома настају после 12 часова од почетка клиничких манифестација и зато је у овом времески периоду неопхоидно применити као једну од метода лечења и фасцијектомију. Као последица акутног компартмент синдрома настаје Волкманова исхемијска контрактура.
Детритус распалих мишића стимулишу макрофаге који га ресорбују, а околно везивно ткиво из кога буја гранулационо ткиво замењује племените мишићне нити (репарација). Са сазревањем везивног ткива мишићна влакна постају тања и тврђа, нееластична нефункционална. Цео мишић је стањен и тврђи. Овојнице мишића су поштеђене. Нерви примарно нису оштећени, али временом ожиљно ткиво може вршити компресију на нервна стабла, као и њихова укљештења, што може узроковати парезе све до парализа праћених интензивним болом. Експериментално је доказано да некроза мишића настаје при притиску у ложи преко 30 mmHg, ако траје 6 или више сати.
Клинички знаци акутног компартмент синдрома су прогредијентна бол, тврдоћа мишића, јак бол при истезању мишића (савијање прстију) парестезије и анестезије у стопалу. Уколико заахваћена мишића маса прелази 200 грама може доћи до бубрежне инсуфицијенције, због рабдомиолизе. Ова инсуфицијенцију прате знаци смањеног измокравања све до анурије, повећана концетрација мокраће, црвена пребојеност мокраће без еритроцита у седименту, пораст азотних метаболити у крви, уреје, креатинина, калијума и других параметри и клиничких показатељи. На бубрежну инсуфицијенцију треба увек посумњати код масовније захваћености мишићне масе.
Благу форму акутног компартмент синдрома код којег није дошло до некрозе мишића, због прекида активности, означена је као укоченост, блокада или енгл. shin splints sindrom. Тегобе настају после наглог тренинга спортиста или јачих напора других особа, нпр приликом брзог хода уз брдо. Клиничка слика је једнака напред описаној само је слабије изражена и спријег је тока. Ретко су поремећени биохемијски параметри (креатин фосфокиназе, креатинин). Лечење је прекид активности и мировање уз елевацију ноге. Некада се ове тегобе могу превазићи и без мировања. Примена диуретика и кортикостероида у лечењу нема значаја

### Хронични компартмент синдром
Редован и јасан узрок хроничног компартмент синдрома је претеран физички напор који доводи до појаве бола у мишићном одељку. За разлику од акутног хронични облик има испрекидани ток тегоба. Јавља се код тркача (дугопругаша), скакача, кошаркаша, скијаша и фудбалера и посебно код недовољно утренираних особа. Иако је најчешће локализован у доњем делу ногу, хронични компартмент синдром се може јавити у било ком мишићном простору екстремитета, на пример у подлактицама код мото-крос тркача и других спортиста.
Хронични компартмент синдром карактерише вежбама индукован бол, који, у неким случајевима, може пратити слабост и парестезија мишића. Појава симптома обично се јавља у одређеној фази вежбања или временском интервалу или нивоу напрезања (нпр. у року од 15 мин од покренуте активности). Симптоми се обично смирују или су минимални током нормалних дневних активности, али се враћају када се активности настављају. Пажљиво узета анамнеза може открити болове који су и раније постојали, али им пацијент није придавао значај.
За разлику од акутног компартмент синдрома, који обично настаје као последица трауме, Патофизиологија хроничног компартмент синдром није добро схваћена. Он може резултовати исхемијским променама у мишићном одељку, о чему говори већи број предложен теорија о механизмами његовог настанка. Хронични компартмент синдром је повезан са повећаним притиском у мишићима у фази одмора.
Повишен компартментски притисак се обично нормализује у року од 5 минута после престанка вежбања. У хроничном компартмент синдрому, међутим, притисак између узастопних контракција је и даље висок и омета проток крви. Како расте притисак, смањује се артеријски проток током опуштање мишића, а код пацијента се јавља осећај грчева мишића. Компартментски притисак може остати повишен 30 или више минута код особа са хроничним компартментским синдромуом.
У акутном компартмент синдрому, одељак захваћене групе мишића мора бити што пре ослобођен притиска, најчешће применом фасциотомије. Пошто већина пацијената са хроничним компартмент синдромом може адекватно прилагодити свакодневне активности санацији промена, операција (фасциотомија) није увек неопходна.

## Дијагноза
Знаци пораста субфасцијалног (интракомпартментског) притиска
Било који од следећих клиничких симптома су показатељи растућег субфасцијалног притиска :
- Напетост субфасцијалног ткива и мишића са парестезијама или без њих.
- Бол у току пасивних покрета удова.
- Парализа у пределу оштећених нерава.

Мерење субфасцијалног (интракомпартментског) притиска
Субфасцијални или интракомпартментски притисак се мери применом енгл. „Slite“- катетера или система за трансфузију који је испуњен стерилним физиолошким раствором .
На једном крају овог система се налази игла, која се убодом кроз кожу и фасцију уводи у простор испод фасције а на другом крају градуисана стаклена цевчица (манометар) на којој се очитава вредност измереног субфасцијалног притиска.
Повећан интракомпартменски притисак у субфасцијалном простору >30 mmHg је патолошки знак и апсолутна индикација за извођење терапијских фасциотомија.
Лабораторијске анализе
Уколико захваћена мишића маса у компартмент синдрому прелази 200 грама може доћи до бубрежне инсуфицијенције коју прате следећи лабораторијски знаци;
- смањеног измокравања све до анурије,
- повећана концетрација мокраће,
- промена боје мокраће која је црвена пребојена без присуства еритроцита у седименту,
- пораст азотних метаболити у крви, уреје, креатинина, калијума итд.

## Диференцијална дијагноза
Диференцијално дијагностички код КС требало би имати у виду следеће болести и стања:
Целулитис
Дубока венска тромбоза
Хитно лечење некротизирајућих инфекција меких ткива
Хитно лечење гасне гангрене
Управљање периферним васкуларним повредама у ургентном одељењу
Физикална медицина и рехабилитација стресних фрактура
Рабдомиолиза

## Терапија
Пре почетка лечења компартмент синдром, мора се направити разлика између акутног и хроничног или функционалног компартмент синдрома.  У случају акутног компартмент синдрома, фасциотомија је третман избора: којом се постиже олакшање у захваћеном екстремитету и спречава цепање мишићних лигамената, смањењењем опасног притиска у одељку тела. Завоји, гипс или удлаге које стежу захваћени део тела морају се одмах уклонити.
У случају потколенице: ради се бочни рез дуж предњег гребена тибијалиса и гребена површинског флексора преко целе дужине потколенице или у случају трбуха (абдомена) ради се хитно отварање трбушне дупље (лапаротомија).  
Хирург прави дугачке резове кроз кожу и слој фасције испод (фасциотомија), ослобађајући претерани притисак. 
Потом постављањем еластичних шавова дуж ивице ране могу се спречити проширења и тиме се припрема постепена репроксимација.
Када се оток смањи, рана се обично затвара секундарним шавовима или трансплантацијом коже подељене дебљине. Трансплантација хируршке мреже или режња може се извршити у пределу стомака.
У случају хроничног или функционалног компартмент синдрома, примењује се конзервативна терапија:
- хлађење,
- подизање екстремитета, ради одржавање дела тела испод нивоа срца ( да би се побољшао проток крви у одељку),
- давање кисеоника кроз нос или уста,
- давање течности интравенозно,
- узимање лекова против болова
- смањење стреса захваћених мишића, избегавњем вежбања. Међутим вежбе у аеробном опсегу са ниским откуцајима срца су обично могуће и имају  смисла за лечење компартмент синдрома. Због побољшаног протока крви у мишићима, фасција је боље снабдевена хранљивим материјама. Све док се лактат не производи током мишићног метаболизма услед тренинга близу анаеробног опсега, не би требало да буде симптома. Зато вежбе треба да буду ниског интензитета и да не оптерећује мишиће превише.

## Прогноза
Стопа морталитета од 47% је пријављена за акутни компартмент синдром бутине. Према једној студији, стопа фасциотомије за акутни компартмент синдром је варирала од 2% до 24%. Ове разлике су због несигурности и разлика у означавању стања као синдром акутног компартмента. Најзначајнији прогностички фактор код особа са акутним компартмент синдромом је време до дијагнозе и накнадне фасциотомије. Код људи са пропуштеном или касном дијагнозом синдрома акутног компартмента, резултује ампутацијом удова која може бити неопходна за преживљавање.
Након фасциотомије, неки симптоми могу бити трајни у зависности од фактора као што су компартмент, време до фасциотомије и некроза мишића. До некрозе мишића може доћи брзо, у року од 3 сата од првобитне повреде (према неким студијама). Фасциотомија бочног одељка ноге може довести до симптома због оштећења нерава и мишића у том одељку. То може укључивати пад стопала, утрнулост дуж ноге, утрнулост великог прста, бол и губитак еверзије стопала.